# Геоурбаністика
Геоурбаністика (грец. γεια — Земля, лат. urbanus — міський) — наука, що досліджує просторову організацію міського життя, еволюцію і функціонування міських систем різного рівня. Виникла на основі синтезу здобутків історичної географії, соціології і культурології.
Її поява на початку ХХ століття була нерозривно пов'язана як із бурхливим розвитком міст, так і з незаперечними досягненнями в осмисленні еволюції способів самоорганізації людей у замкненому міському просторі. Погляд на урбанізоване середовище не лише як на форму просторового існування і елемент системи розселення, але й як на гігантський полігон, на якому упродовж багатьох століть випробувалося вміння людей створювати раціональні форми взаємодії і комфортні умови існування, відкрив нові обрії перед усією системою наук про суспільство і притаманні йому типи і форми соціальної організації.